# Луцькі кликуни
Кликун – один із головних давніх символів Луцька. В епоху Середньовіччя він повідомляв населенню найрізноманітнішу інформацію: від вшанування полководців до виклику громадян у суд. Крім того, кликуни стояли на нічній варті в замку та «кликали» – постійно перегукувалися, а в разі пожежі чи нападу ворогів били на сполох. Саме ритуал «кликання» обумовив появу місцевої назви кликун.

## Історія появи Кликунів
У старій частині Луцька 1948 року розбирали напівзруйнований будинок. Серед купи цегли й будівельного сміття один із робітників звернув увагу на уламок кахлі з незвичним зображенням: голова чоловіка в ковпаку й верхня частина сокири. Знахідкою зацікавились історики та краєзнавці.
Установили, що на кахлі, яку датували XV століттям, був зображений міський стражник із пожежною алебардою в руці. Розкритий рот свідчить, що він, окрім того, був кликуном, або міським сторожем. Мав «кликати» (оголошувати) на вулицях і площах накази короля, розпорядження магістрату – міського уряду, сповіщати городян про збір податків і важливі події чи новини.
Кликун мав «кликати» по вулицях передусім на вимогу урядників, які засідали в ратуші. Тільки вони могли надати цього слугу для оприлюднення якогось розпорядження чи звістки. Не завжди про це було легко домовитися. Приміром, 28 січня 1564 року єврей-орендар Давид Маркович поскаржився до суду на луцького лентвійта Василя Костю.

## Імена Кликунів та їхні розташування
3 грудня 2020 року кликунам дали імена. Імена вигадали: Дмитро Гузачов, Наталка Романова, Ірина Остапчук, Ігор Ольшевський, Валентина Бенько, Раїса Янюк, Богдан Климчук, Ірина Богдан.
21 грудня 2020 року встановлено Вогняра (запалює вогонь у Старому місті біля будинку Косачів) та Трилінка (приліг на плитці-трилінці на вулиці Лесі Українки, навпроти Свято-Троїцького кафедрального собору).
- Вертун - Кликун на флюгері Владичої вежі Луцького замку, вул. Кафедральна, 1A
- Провідник - Кликун біля Центру туристичної інформації та послуг, вул. Сенаторки Левчанівської, 2
- Стефан - Кликун з короною біля Луцького замку, вул. Кафедральна, 1A
- Франьо - Кликун у Луцькому зоопарку, вул. Глушець, 16
- Зустрічайко - Кликун біля залізничного вокзалу, Привокзальний майдан, 1
- Микитович - Кликун біля будинку скульптора Миколи Голованя, вул. Лютеранська, 9
- Кавус - Кликун біля кав'ярні "Золотий дукат", вул. Крилова, 11А
- Вартко - Кликуни з кахлею біля Луцького замку, вул. Кафедральна, 1A
- Ключник - Кликун біля Луцької міської ради, вул. Богдана Хмельницького, 19
- Музика - Кликун на Палаці культури міста Луцька, вул. Богдана Хмельницького, 1
- Зірко - Кликун на сонячному годиннику, Театральний майдан
- Вогняр - Кликун на ліхтарі навпроти будинку Косачів, вул. Драгоманова, 23
- Трилінко - Кликун на пішохідній вулиці Лесі Українки [3]